# Lemula rufithorax
Lemula rufithorax är en skalbaggsart som beskrevs av Maurice Pic 1901. Lemula rufithorax ingår i släktet Lemula och familjen långhorningar. Inga underarter finns listade i Catalogue of Life.